# Michael Apted

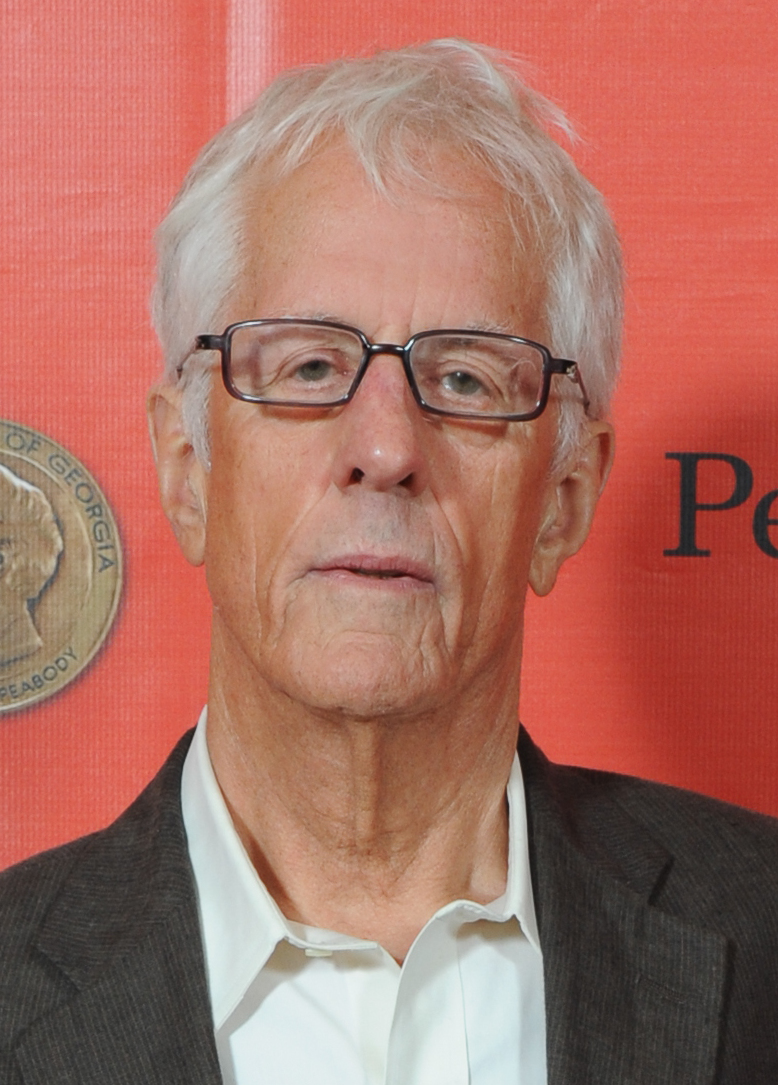
Michael Apted (2013)

Michael David Apted, CMG (* 10. Februar 1941 in Aylesbury, England; † 7. Januar 2021 in Los Angeles, Kalifornien) war ein britischer Regisseur von Spiel- und Dokumentarfilmen.
Seine Filme Nashville Lady, Gorillas im Nebel und Nell brachten ihren weiblichen Hauptdarstellerinnen jeweils eine Oscar-Nominierung, bzw. für Sissy Spacek in Nashville Lady den Oscar für die beste Hauptdarstellerin, ein. 1999 inszenierte er mit James Bond 007 – Die Welt ist nicht genug den dritten Bond-Film mit Pierce Brosnan in der Hauptrolle. Als Dokumentarfilmer wurde Apted vor allem durch das Langzeitprojekt Up bekannt, mit dem er das Leben von 14 Briten durch acht Filme über mehrere Jahrzehnte hinweg dokumentierte.

## Leben
Michael Apted wurde während des Zweiten Weltkriegs als Sohn von Ronald und Frances Apted in Aylesbury geboren und wuchs später in der Nähe von London auf. Seine Mutter, die Apted später als „waschechte Sozialistin“ beschrieb, erzog ihren Sohn als freiheitlichen Menschen.
Seit dem 10. Lebensjahr konnte er über ein Stipendium die City of London School besuchen. Später studierte er Geschichte und Recht an der University of Cambridge. Dort lernte er unter anderem John Cleese und bei studentischen Theateraufführungen auch Trevor Nunn, Mike Newell und Stephen Frears kennen.
Nach seinem Studienabschluss absolvierte Apted eine sechsmonatige Ausbildung beim britischen Fernsehsender Granada TV, bei dem er die nächsten sieben Jahre beschäftigt blieb. Beim Dokumentarfilm Seven Up! über 14 britische 7-Jährige, der 1964 unter der Regie von Paul Almond entstand, war Apted als Rechercheur für die Auswahl der Kinder mitverantwortlich. Aufgrund des großen Erfolgs wurde der ursprünglich nicht als Serie angelegte Film 1970 mit 7 Plus Seven fortgesetzt, bei dem Apted erstmals auch die Regie übernahm. Apted interviewte hierfür dieselben 14 Kinder, die diesmal als Teenager in einer anderen Phase ihres Lebens standen. Danach entstand alle sieben Jahre unter Apteds Regie eine weitere Fortsetzung der Serie, die er 2019 mit 63 Up abschloss.
Im Laufe der Zeit gewann er als Fernsehregisseur Anerkennung. So filmte er acht Folgen der ITV-Serie Coronation Street und inszenierte zwischen 1968 und 1972 im Rahmen der Serie ITV Playhouse elf Theateraufführungen fürs Fernsehen. Seit 1970 war er als freischaffender Filmemacher tätig. Einen ersten Erfolg landete er 1974 mit dem Spielfilm Stardust, der den unglaublichen Aufstieg einer Rockband nachzeichnet. Der internationale Durchbruch gelang ihm 1980 mit der Filmbiografie Nashville Lady, für den Sissy Spacek den Oscar als beste Schauspielerin erhielt. Gorillas im Nebel (1988) über die Zoologin und Verhaltensforscherin Dian Fossey, den Apted 1988 nach einem Drehbuch von Anna Hamilton Phelan mit Sigourney Weaver in der Hauptrolle inszenierte, wurde für fünf Oscars nominiert.
Apted war ein vielseitiger Filmemacher, der für seine genaue Charakterzeichnung gerühmt wird. In seinen Filmen scheute er nicht vor leiser Gesellschaftskritik zurück, was dem Publikumserfolg seiner Filme aber nicht schadete. Zu seinen Werken gehören so unterschiedliche Filme wie Nell (1994), das Porträt einer verstörten, vernachlässigten jungen Frau, der Agentenfilm James Bond 007 – Die Welt ist nicht genug (1999) sowie der Fantasyfilm Die Chroniken von Narnia: Die Reise auf der Morgenröte (2010).
Nach der Jahrtausendwende kehrte Apted wieder zu den Wurzeln seines Schaffens zurück und inszenierte mehrere Folgen der Fernsehserien Rom, Ray Donovan und Masters of Sex.
Von Juni 2003 bis Juli 2009 wirkte Apted als Präsident der Directors Guild of America.
Michael Apted war dreimal verheiratet. Aus seiner 1966 geschlossenen Ehe mit Jo Apted gingen zwei Söhne hervor, darunter der Tontechniker Paul Apted (1967–2014). In zweiter Ehe war Apted von 1998 bis 2009 mit der Drehbuchautorin Dana Stevens verheiratet und wurde Vater eines weiteren Sohnes. Aus einer anderen Beziehung ging 2007 eine Tochter hervor. In dritter Ehe war Apted ab Januar 2014 bis zu seinem Tod mit der Filmproduzentin Paige Simpson verheiratet. Michael Apted starb Anfang 2021, fünf Wochen vor seinem 80. Geburtstag, in seinem Haus in Los Angeles.

## Filmografie (Auswahl)

### Filme
- 1972: Desertiert – Der Kampf ums Überleben/Das dreifache Echo (Triple Echo)
- 1974: Stardust
- 1976: Der aus der Hölle kam (The Squeeze)
- 1977: Stärker als die Sonne (Stronger than the Sun)
- 1978: Das Geheimnis der Agatha Christie (Agatha)
- 1980: Nashville Lady (Coal Miner’s Daughter)
- 1981: Zwei wie Katz und Maus (Continental Divide)
- 1983: Gorky Park
- 1984: Moving In – Eine fast intakte Familie (Firstborn)
- 1986: Critical Condition
- 1988: Gorillas im Nebel (Gorillas in the Mist)
- 1991: Das Gesetz der Macht (Class Action)
- 1992: Halbblut (Thunderheart)
- 1994: Blink – Tödliche Augenblicke (Blink)
- 1994: Nell
- 1996: Extrem … mit allen Mitteln (Extreme Measures)
- 1998: Always Outnumbered – Mit dem Rücken an der Wand (Always Outnumbered, Fernsehfilm)
- 1999: James Bond 007 – Die Welt ist nicht genug (The World Is Not Enough)
- 2001: Enigma – Das Geheimnis (Enigma)
- 2002: Genug – Jeder hat eine Grenze (Enough)
- 2006: Amazing Grace
- 2010: Die Chroniken von Narnia: Die Reise auf der Morgenröte (The Chronicles of Narnia: The Voyage of the Dawn Treader)
- 2012: Mavericks – Lebe deinen Traum (Chasing Mavericks)
- 2017: Unlocked

### Dokumentarfilme
- 1970: 7 Plus Seven
- 1977: 21
- 1984: 28 Up
- 1985: Bring on the Night
- 1989: The Long Way Home
- 1992: 35 Up
- 1992: Zwischenfall in Oglala (Incident at Oglala)
- 1994: Berge versetzen (Moving the Mountains)
- 1997: Inspirations
- 1998: 42 Up
- 1999: Me & Isaac Newton
- 2003: Married in America
- 2005: 49 Up
- 2006: WM 2006 – Ein Fußballmärchen (The Fifa 2006 World Cup Film: The Grand Finale)
- 2006: Married in America 2
- 2007: The Power of the Game
- 2012: 56 Up
- 2014: Bending the Light
- 2019: 63 Up

### Serien
- 1966–1967: Coronation Street (8 Episoden)
- 1967–1968: City '68 (5 Episoden)
- 1969: Big Breadwinner Hog (2 Episoden)
- 1969: Parkin's Patch (7 Episoden)
- 1970: The Sinners (1 Episode)
- 1970: The Lovers (6 Episoden)
- 1973: Black and Blue (1 Episode)
- 1974: Childhood (1 Episode)
- 1975: Shades of Greene (1 Episode)
- 2005–2006: Rom (Rome, 3 Episoden)
- 2013–2016: Ray Donovan (2 Episoden)
- 2013–2016: Masters of Sex (9 Episoden)